# Peter Heatly

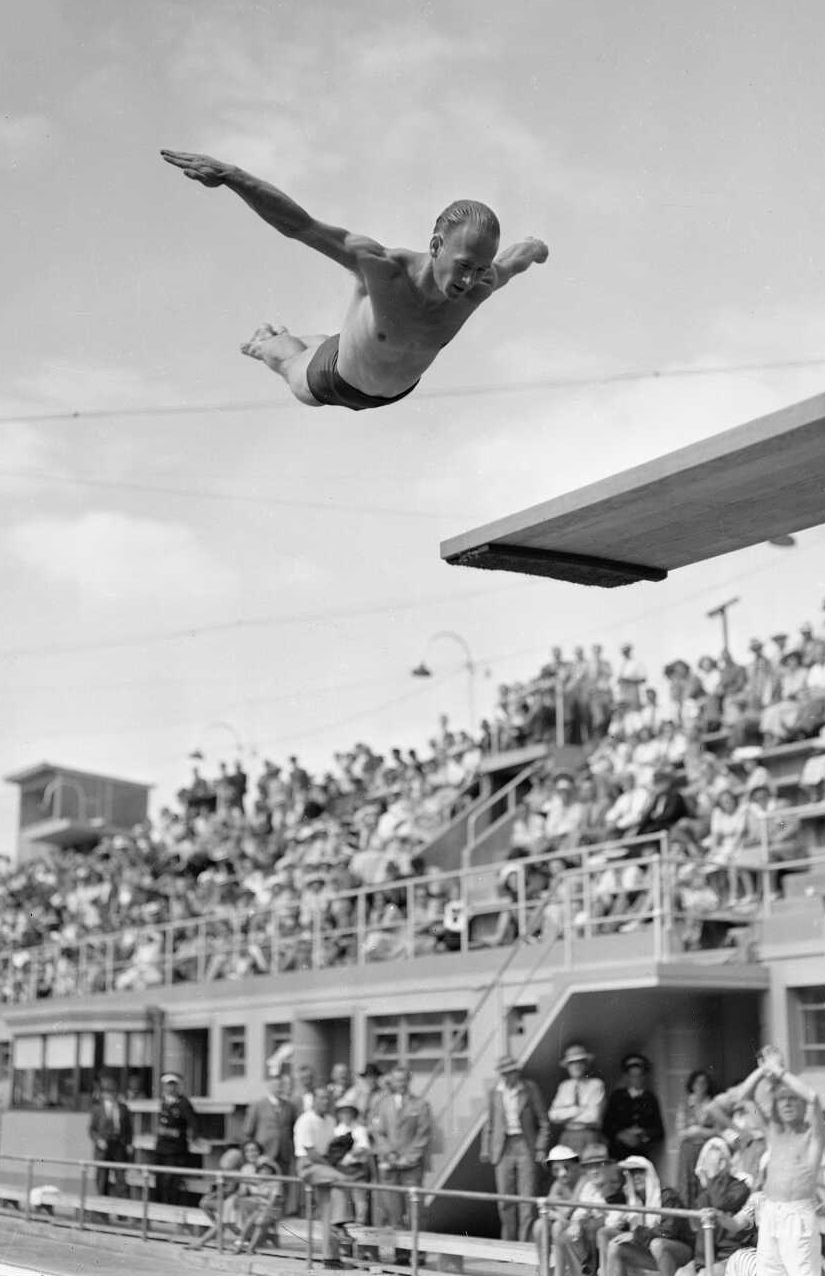
Peter Heatly (1950)

Sir Peter Heatly CBE (* 9. Juni 1924 in Edinburgh; † 17. September 2015 ebenda) war ein britischer Wasserspringer. Er war Europameisterschaftsdritter 1954 und gewann bei den British Empire and Commonwealth Games drei Goldmedaillen. Von 1982 bis 1990 war er Vorsitzender der Commonwealth Games Federation.

## Karriere
Die sportliche Karriere von Peter Heatly begann als Schwimmer und Wasserspringer im Jugendbereich, wurde dann aber durch den Zweiten Weltkrieg unterbrochen.
Bei den Olympischen Spielen 1948 in London fand zuerst der Wettbewerb vom Drei-Meter-Brett statt. Heatly belegte als bester Brite den 13. Platz. Vom Zehn-Meter-Turm erreichte er den fünften Rang. Anfang 1950 bei den British Empire Games 1950 in Auckland siegte der Schotte vom Zehn-Meter-Turm vor dem Kanadier George Athans, vom Drei-Meter-Brett gewann Athans vor Heatly. Bei den Olympischen Spielen 1952 in Helsinki verfehlte Heatly als 16. vom Brett und als 12. vom Turm jeweils den Einzug ins Finale der besten acht Springer. Zwei Jahre später war Vancouver Austragungsort der British Empire and Commonwealth Games 1954. Vom Brett siegte Peter Heatly für Schottland vor dem Engländer Tony Turner. Vom Turm gewann der Kanadier Bill Patrick vor dem Australier Kevin Newell, Heatly erhielt die Bronzemedaille. Bei den Europameisterschaften 1954 in Turin siegte vom Turm Roman Brener vor Michail Tschatschba, beide Sowjetunion. Heatly ersprang die Bronzemedaille. Zum Abschluss seiner aktiven Laufbahn gewann Heatly bei den British Empire and Commonwealth Games 1958 in Cardiff noch einmal den Titel vom Turm.
Im Zivilberuf war Peter Heatly Bauingenieur und erarbeitete Konzepte für Schwimmbäder. Im Ehrenamt war er von 1966 bis 1988 im Technischen Komitee für Wasserspringen der FINA und der LEN. 1966 und 1974 war Heatly Manager der schottischen Mannschaft bei den Commonwealth Games. Von 1975 bis 1987 war er Vorsitzender des Scottish Sports Council. Von 1950 an war Heatly an allen Commonwealth Games beteiligt. Außer als Sportler und Teammanager war er 1970 in Edinburgh im Organisationskomitee. Von 1982 bis 1990 war er als Vorsitzender der Commonwealth Games Federation tätig. In diese Zeit fielen auch die Commonwealth Games 1986 in Edinburgh, die von zahlreichen Ländern wegen der Haltung des Vereinigten Königreichs zur Apartheid in Südafrika boykottiert wurden.
Peters Enkel James Heatly trat ebenfalls als Wasserspringer bei Olympischen Spielen an.

## Ehrungen
- 1971: Commander des Order of the British Empire
- 1990: Knight of the Realm
- 2002: Scottish Sports Hall of Fame
- 2016: International Swimming Hall of Fame